# Allenrolfea patagonica
Allenrolfea patagonica là loài thực vật có hoa thuộc họ Dền. Loài này được (Moq.) Kuntze mô tả khoa học đầu tiên năm 1891.